# Aspects de la France
Aspects de la France (intitulé d'abord Aspects de la France et du Monde), « L’hebdomadaire d'Action française », est l'organe de presse officiel de la Restauration nationale autour duquel se reconstitue l'Action française après guerre. Il s'agit d'un périodique monarchiste d'Action française créé en 1947 par Georges Calzant pour remplacer le quotidien L'Action française qui est interdit de parution.

## Création et premier développement

### Création du périodique
Périodique monarchiste d'Action française créé en 1947 par Georges Calzant pour remplacer le célèbre quotidien L'Action française (interdit de parution pour collaboration en 1944). Il absorbe les Documents nationaux, revue clandestine animée par des membres de l'AF après la Libération de la France et dirigée par le même Calzant. Le tirage du journal tourne autour de 20 000 exemplaires en 1950. Après la mort de Calzant, Aspects de la France est dirigé par l'ancien commissaire général aux questions juives du régime de Vichy, Xavier Vallat, puis par Pierre Pujo. Son directeur gérant est d'abord Pierre Ensch, puis Lionel Moreux.

### Les documents nationaux
Les Documents nationaux (Paris, 1er semestre, no 1, 1929-1944 ; 2e semestre, no 1- 12, 1944- sept. 1946 ; 3e semestre, no 1, oct. 1946) est un périodique royaliste français à parution irrégulière fondé en 1929. Cette revue dirigée par Georges Calzant regroupait des collaborateurs issus du mouvement de l'Action française.
À partir de la Libération de la France en 1944 Les Documents paraissent clandestinement, tout d'abord dactylographiés avant d'être imprimés. Afin d'éviter la censure de la Libération qui venait tout juste de condamner L'Action française de Charles Maurras en raison de sa complicité avec le régime de Vichy, Les Documents sont contraints de changer régulièrement de nom.
Il se livre à de violentes attaques contre Robert Brasillach. En novembre 1946, le périodique paraît sous le titre de La Presse libre ; en décembre 1946 sous celui de Paroles libres ; en janvier 1947 sous celui de : L'Avenir français et en février 1947 sous celui (maurrassien) de : La Seule France.
Les Documents nationaux (comme ce fut le cas également pour L'Indépendance française) sera finalement absorbée par Aspects de la France,, hebdomadaire monarchiste d'Action française créé en 1947 par Georges Calzant pour remplacer le célèbre quotidien de Maurras en reprenant discrètement les initiales AF.

## Ligne éditoriale
Ce périodique défendait une stricte orthodoxie au maurrassisme et son équipe de rédaction avait pour objectif de relancer la doctrine du nationalisme intégral en même temps que le projet monarchiste du mouvement d'Action française. Aspects de la France reprend d'ailleurs les initiales « AF » de son prédécesseur. De nombreux rédacteurs avaient participé au régime de Vichy et à la collaboration avec l'Allemagne nazie. Durant les années 1950, le périodique est associé aux activités du mouvement royaliste Restauration nationale fondé par Pierre Juhel et Louis-Olivier de Roux.
Le périodique fait de l'engagement contre l’Europe supranationale l’une de ses priorités, et produits beaucoup d'analyses d'opposition aux traités communautaires vu comme des « cessions de la souveraineté nationale ».

## Collaborateurs et rédacteurs
Les principaux collaborateurs d'Aspects de la France étaient les aînés Maurice Pujo et Charles Maurras (sous le pseudonyme d'Octave Martin), Pierre Boutang, mais aussi Xavier Vallat les écrivains Michel Déon, Jacques Perret, Kléber Haedens, Marcel Aymé, Roger Nimier, Antoine Blondin, l'historien Philippe Ariès, Philippe Buren (« Meïer »), Michel Mourre.
Parmi les collaborateurs occasionnels (durant les années 1950), on compte : Firmin Bacconnier, Robert Havard de la Montagne, Georges Gaudy, Claude Jeantet, Marcel Justinien, Pol Vandromme, Roland Laudenbach, Michel Fromentoux, Georges-Paul Wagner, Guy Steinbach, le dessinateur Ben et l'écrivain Jacques Perret.
En 1955, Pierre Boutang et Michel Vivier font scission et font paraître La Nation française, se réclamant toujours de l'Action française, mais proposant de moderniser leurs idées royalistes et nationalistes en fonction de la conjoncture d'après-guerre et des tensions en Algérie. C'est alors Pierre Debray, un ancien compagnon de route du P.C.F qui assure alors la rubrique du Combat des idées d'Aspects de la France.
Durant les années 1960, l'équipe accueille de nouveaux rédacteurs comme Henri Massis, Bernard Faÿ, Pierre Chaumeil, Pierre Pujo, Jacques Ploncard d'Assac, Maurice Jallut, Jean Brune, Béatrice Sabran, Louis Truc (« Ange pitou »), Paul Serry, César du Bray, René Johannet, Georges Hellio, Patrice Sicard, Gérard Leclerc (essayiste), André Nicolas, N. de Galerne (Nancy Bonnin-Lo Méo).
Jean-Marie Le Pen vendait le journal Aspects de la France à la criée.

## Périodiques associés et postérité

### Périodiques associés
D'autres périodiques liés à Aspects de la France et au mouvement Restauration nationale sont créés à partir des années 1960 :

#### L'AF université (1964 – 1973)

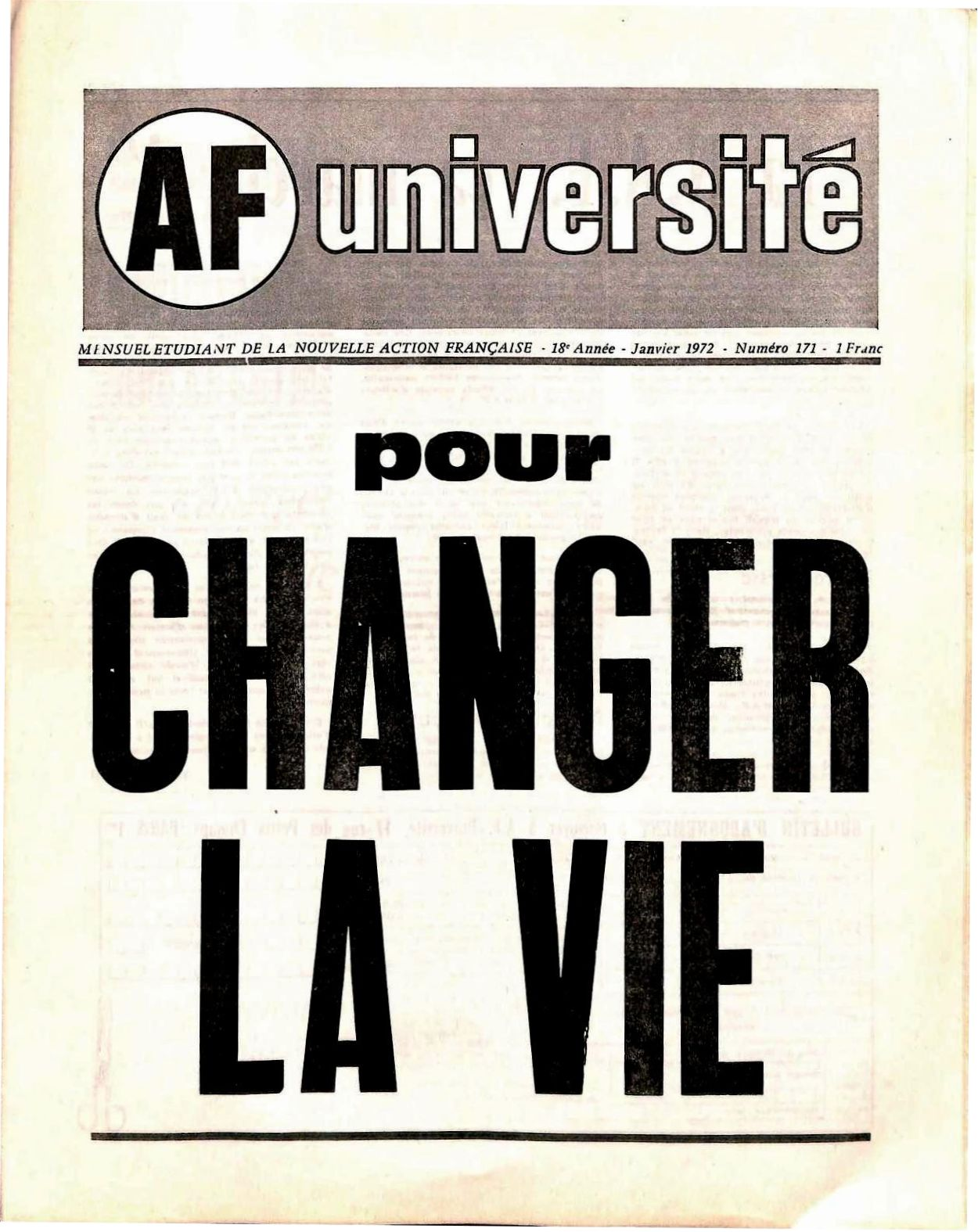
1972 - couverture d’AFU

AF université (AFU) (fait suite à Amitiés françaises universitaires, dirigée par Jean-Marc Varaut), publié mensuellement depuis 1955 jusqu'en 1973 est un journal royaliste français appartenant au mouvement Restauration nationale puis à la Nouvelle Action française,.
Il s'agissait de la branche étudiante du périodique Aspects de la France qui fait suite à L'Action française de Charles Maurras. AF université revendiquait la tutelle de Pierre Pujo (ancien directeur de L'Action française 2000), du secrétaire général de Restauration nationale Pierre Juhel et de Xavier Vallat, directeur d' Aspects de la France jusqu'en 1966.
En mars 1971, un conflit éclate alors que Juhel tente de prendre le contrôle du périodique étudiant. Ces tensions mèneront à une scission au sein de Restauration nationale. Les dissidents Yvan Aumont, Bertrand Renouvin et Gérard Leclerc quitteront le mouvement pour former la Nouvelle Action française.
Parallèlement, le mouvement Restauration nationale fait paraître L'Action française étudiante en supplément à Aspects de la France.

#### Dossiers d'Action française(1968 – 1971)
Les Dossiers d'Action française est une revue royaliste française qui parut de juin 1968 à juin 1974. À l'origine, il s'agissait d'un périodique trimestriel associé à Aspects de la France et à la Restauration nationale, puis à la suite de la scission survenue en 1971, il est devenu l'un des organes de La Nouvelle Action française. Ses directeurs successifs furent Hilaire de Crémiers (juin 1968 à mai 1969), Arnaud Fabre de Rieunègre (juin 1969 à février 1971), Yvan Aumont (mars 1971 à juin 1974).
Il s'agissait d'une revue à thème traitant d'un seul sujet par numéro. Les thèmes abordés sont La décentralisation (No 1), L'enseignement (No 2-3), Le capitalisme (No 4), L'Europe (No 5), L'agriculture (No 6), Les libertés locales (No 7), La NAF et la révolution (No 8), Campagne pour un projet royaliste - La campagne de Bertrand Renouvin pour l'élection présidentielle de 1974 (No 9).
Les Dossiers d'Action française cessent de paraître en juin 1974 pour être remplacés par Les Cahiers de l'I.P.N. (décembre 1974 à septembre 1978) puis par les Cahiers de Royaliste (octobre 1978 à décembre 1981).

#### L'Action française étudiante(1971 – 1980)
L'Action française étudiante, « mensuel des étudiants de la Restauration nationale », est un mensuel royaliste français du mouvement Restauration nationale (RN), dirigé par Louis Juhel (fils de Pierre Juhel, fondateur de RN).
Le périodique L'Action française étudiante se présentait comme un supplément du journal Aspects de la France qui faisait suite à L'Action française de Charles Maurras. Au milieu des années 1970, il fut animé par un groupe d'étudiants qui voulait renouveler les thèmes traditionnels de l'Action française en s'ouvrant sur la modernité, cherchant de nouvelles voies pour une politique authentiquement royaliste et « réactionnaire ». Sous la houlette du rédacteur en chef, Paul-Henry Hansen-Catta, on retrouvait les signatures des frères Bocquillon, de François Moulin — responsable des lycéens d'Action française de la Région parisienne — ou encore de Jacques Destouche. À partir du numéro de janvier/février 1981, L'Action française étudiante devient les Cahiers d'Action française. Plusieurs rédacteurs de l'AFE quitteront la Restauration nationale pour rejoindre la Nouvelle Action française à la fin des années 1970.

### Postérité

#### L'Action française Hebdo
Aspects de la France cesse de paraître en 1992 pour être remplacé par L'Action française hebdo. Fondé à Paris, le 23 janvier 1992, L'action française Hebdo est un hebdomadaire royaliste, dirigé par Pierre Pujo. Le périodique se veut fidèle aux idées de Charles Maurras et de l'Action française.
À la suite d'une injonction de la cour, la revue fut contrainte après quelques années de changer de nom parce que son titre ressemblait trop à L'Action française de Maurras (interdite par la législation de la Libération en 1944). Le choix du nouveau titre L'Action française 2000 a été fait en fonction de la conjoncture et après avoir épuisé tous les recours. Ainsi en 1998, L'Action française hebdo change de nom pour s'appeler L'Action française 2000 qui paraît à un rythme bimensuel.
En 1998, durant le conflit interne au Front national, le journal donne sa préférence à Jean-Marie Le Pen plutôt qu'à Bruno Mégret, Pierre Pujo juge que Jean-Marie Le Pen représente le courant « catholique et français de toujours » qui a fait la grandeur de la France et de ses colonies, tandis que Bruno Mégret, du fait de son opposition au métissage des races, est selon lui « incapable de comprendre l’Empire français ».

#### Le Bien commun
En 2019, le journal Le bien commun édité par le CRAF prend la suite de L'Action française 2000.

## Sources
- William Blanc, « Spectres de Charles Maurras », sur CAIRN, 2017 (consulté le 1er novembre 2018).
- Chroniques d'Aspects de la France : 1948-1966 , Jacques Perret, 2014
- Jean-Paul Gautier (préface de Nonna Mayer), La Restauration nationale, un mouvement royaliste sous la 5e République, Ed. Syllepse, 2002.
- Henry Coston, Dictionnaire de la Politique française tome 1, La Librairie française, 1967.
- Patrick Louis, Histoire des royalistes de la Libération à nos jours, Jacques Grancher, 1994, 224 p.  (ISBN 2-7339-04450).
- Que reste-t-il de Charles Maurras ? Collectif, dossier édité par Christian Bouchet. Paris, Flash, no 71, juillet 2011